# Just Saléon-Terras
Just Saléon-Terras, né le 26 mars 1820 au Cheylard (Ardèche) et mort le 4 mars 1903, est un industriel et homme politique français.
Il est maire de la commune du Cheylard de 1866 à 1873 et de 1885 à 1903 et conseiller départemental.

## Biographie

### Famille

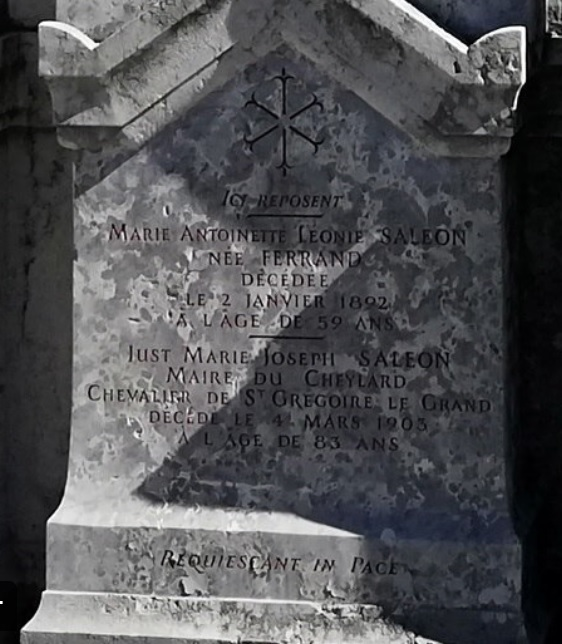
Sa pierre tombale dans le cimetière du Cheylard.

Just Marie Joseph Saléon-Terras naît le 26 mars 1820 au Cheylard du mariage de Just-Antoine Saléon-Terras, notaire au Cheylard, et de Jeanne Françoise Eulalie Crouzet de Flossac. Il épouse Léonie Ferrand le 28 janvier 1855 au Cheylard.
La famille Saléon-Terras est originaire du hameau de la Traverse à Saint-Fortunat. On peut présumer qu'ils sont de la même famille que d'autres Saléon que l'on trouve dans ce bourg.
D'après un cadastre de 1521, un Saléon vint du Dauphiné, s'établir à Saint-Vincent-de-Durfort, près Saint-Fortunat. Plusieurs membres de cette famille, qualifiés nobles, furent juges et capitaines châtelains des baronnies de Saint-Fortunat et Chalencon, notaires royaux et consuls du Cheylard. En 1605, maître Raymond de Saléon est bachelier es lois et châtelain de Saint-Fortunat. En 1625, monsieur maître Barthélemy Saléon, docteur es droits de Saint-Désirat est marié à Catherine Cumingnon. En 1776, monsieur maître Jacque-Jean-André Saléon, avocat en parlement, habite au Cheylard.
La famille Saléon vint s'installer au Cheylard vers 1731, à la suite du mariage de François Saléon, capitaine châtelain de Saint-Fortunat, avec Marguerite Brugière.

### Industriel
Just Saléon-Terras crée en 1857 l'usine de tissage pour l'industrie lyonnaise de Brolles. L'usine emploie une soixantaine de métiers qui comportent déjà pour l'époque des métiers mécaniques, apportant dans la vallée d'Eyrieux du travail, principalement aux femmes des communes d'Accons et du Cheylard.
D'après une étude statistique de l'époque de 1860, les entreprises de Brolles comptaient 100 femmes, 3 hommes et 100 métiers mécaniques. L'usine des Brolles fabrique essentiellement des tissus pour parapluies et ombrelles, du satin pour doublure, mais aussi un peu de crêpe de Chine, voiles et mousselines. Puis en 1881, le tissage des Brolles comptent 200 métiers, produisant des tissus synthétiques pour le marché africain. Enfin, le XXe siècle sonne le déclin de ces métiers à tisser. Le tissage des Brolles ferme en 1967.
Le 8 mars 1860, Just Saléon-Terras est nommé président de la société « La Providence des pères de famille de la ville du Cheylard ».

### Mandats politiques
En 1866, Just Saléon-Terras est élu maire du Cheylard. Il est réélu jusqu'en 1873 avec une courte interruption durant la guerre.
De nouveau réélu en 1885, il est maire jusqu'en 1903. Il est également conseiller général du cantonjusqu'en 1907,.
Durant son administration de la ville du Cheylard, sont créés : l'hôpital du Cheylard le 14 novembre 1867, sur la proposition de l'abbé Eschavel, curé du Cheylard, de céder l'établissement privé, servant d'hôpital, fondé par trois sœurs et garde-malades de la communauté de sainte-Philomène-de-Crémieu, puis de l'hôtel des Postes ; l'adduction des eaux du Serre-en-Don et le monument qui orne la place actuelle d'une fontaine sur l'emplacement de l'ancien cimetière d'Aric, la construction de la gare ferroviaire qui devient « le centre du réseau du Vivarais ».

## Distinctions
- Chevalier de l'ordre de Saint-Grégoire-le-Grand. Just Saléon-Terras est chevalier de l'ordre de Saint-Grégoire-le-Grand[12].

La commune du Cheylard lui rend hommage en donnant son nom à la place centrale : « place Just-Saléon-Terras ».

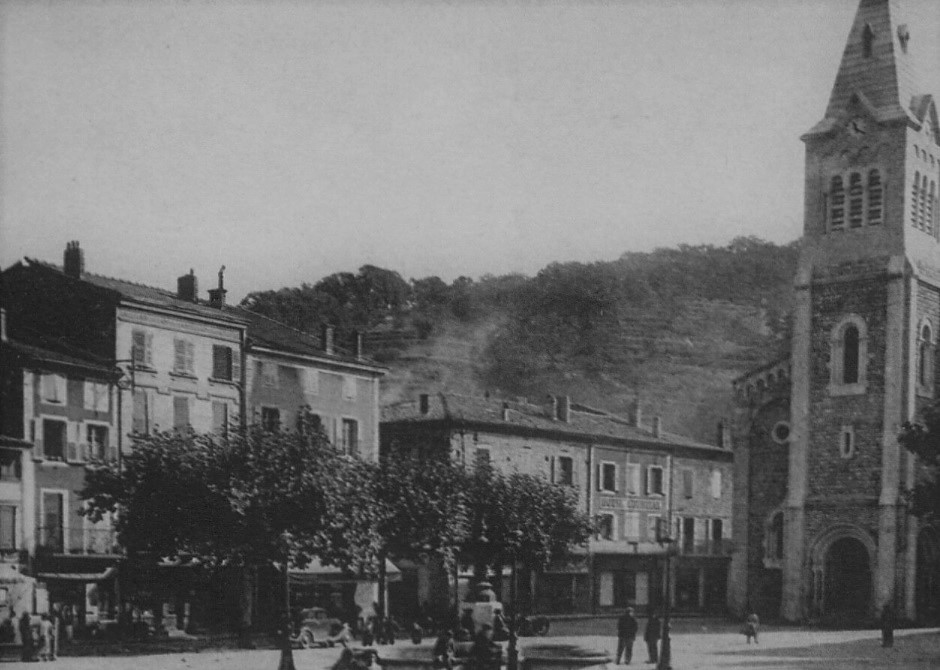
Le Cheylard - Place Just-Saléon-Terras (scan photo).
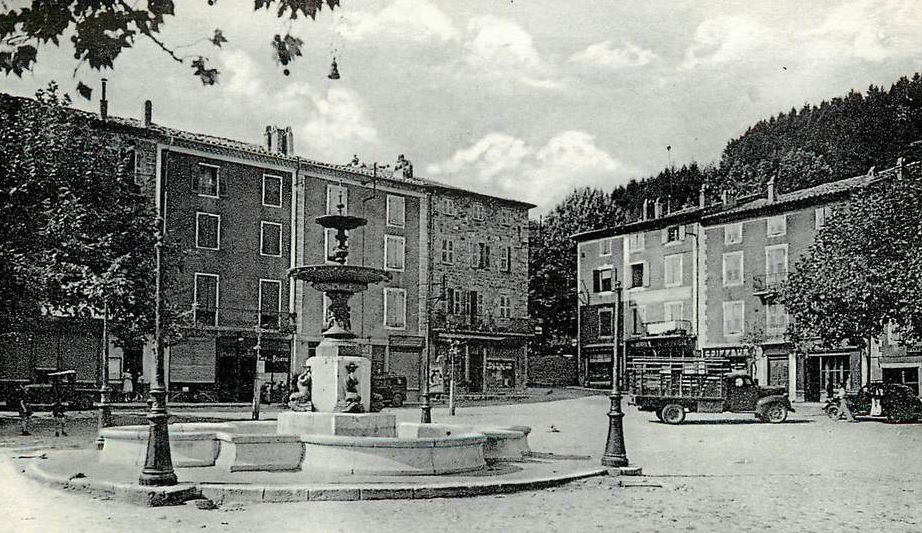
Le Cheylard - Place Just-Saléon-Terras (photographie ancienne scannée).
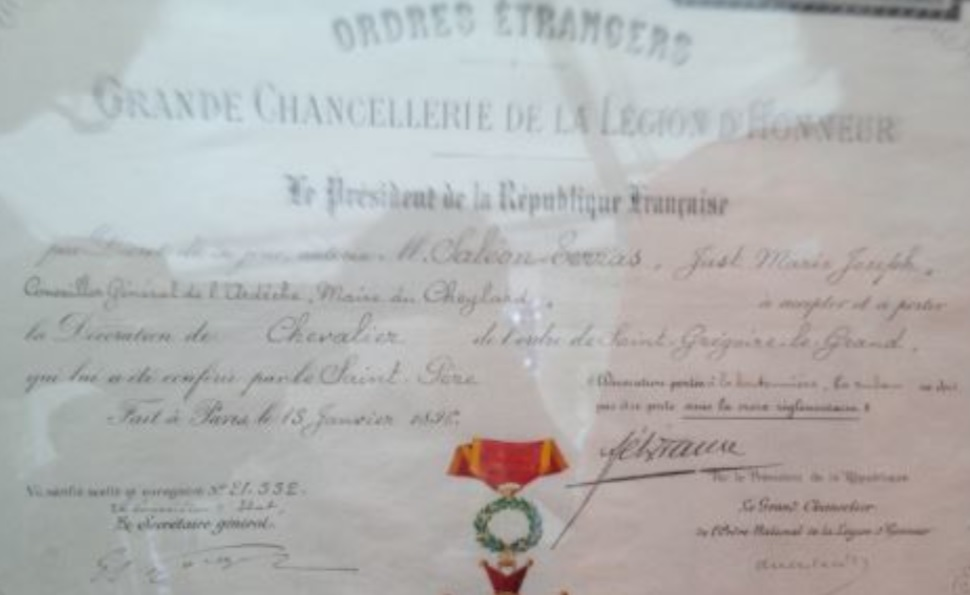
Attestation décoration Just Saléon-Terras.